# A Lira do Delírio
A Lira do Delírio é um filme brasileiro de 1978, do gênero drama, dirigido por Walter Lima Júnior, com músicas originais de Paulo Moura. Em novembro de 2015 o filme entrou na lista feita pela Associação Brasileira de Críticos de Cinema (Abraccine) dos 100 melhores filmes brasileiros de todos os tempos.

## Sinopse
Os participantes do bloco de carnaval Lira do Delírio se cruzam num cabaré da Lapa carioca, onde o filho de uma dançarina é sequestrado. Para descobrir o sequestrador e as razões do crime, ela conta com a ajuda de um repórter policial que, ao mesmo tempo, também investiga um homicídio contra um homossexual.[carece de fontes?]

## Elenco
- Anecy Rocha.... Ness Elliott
- Cláudio Marzo.... Cláudio
- Paulo César Peréio.... repórter policial
- Antônio Pedro
- Tonico Pereira
- Othoniel Serra
- Pedro Bira
- João Loredo
- Rosita Thomaz Lopes
- Lene Nunes
- Guri-Guri
- Álvaro Freire

Participação especial 
- Isabella Campos
- Jamelão
- Olinda Ribeiro
- Jorge Mourão
- Marilza
- Flávia

## Produção
O filme foi realizado em duas etapas: na primeira etapa, rodada em 16 mm no carnaval de Niterói de 1973, os atores envolveram-se em episódios reais de violência nas ruas; na segunda etapa, rodada em 35 mm e três anos depois, os atores improvisaram boa parte da história policial de sequestro e assassinato, usando seus próprios nomes e o temperamento pessoal de cada um. O filme tornou-se uma homenagem póstuma à atriz Anecy Rocha, que faleceu antes da montagem.[carece de fontes?]

## Principais prêmios e indicações
Festival de Brasília (1978)
- Venceu nas categorias de Melhor Atriz (Anecy Rocha), Melhor Fotografia (Dib Lufti), Melhor Diretor, Melhor Montagem e Melhor Melhor Ator Coadjuvante (Paulo César Peréio).[1]

Golfinho de Ouro 1978 (Conselho Estadual de Cultura do RJ, Brasil)
- Recebeu o prêmio na categoria de Melhor Direção.[1]